# Jan Lakeman
John « Jan » Lakeman (6 avril 1887 – 7 novembre 1956) est un militant des droits des travailleurs du milieu du XXe siècle, un candidat permanent aux élections et un chef du Parti communiste provincial en Alberta, au Canada.

## Carrière politique
Né aux Pays-Bas, il arrive au Canada en 1905; il travaille à Edmonton aux Chemins de fer nationaux du Canada. Il commence à militer au sein de son syndicat de cheminots, le One Big Union, du Parti travailliste canadien et du Parti communiste du Canada. Il est le premier chef du Parti communiste de l'Alberta après sa fondation en 1921/1922.
Les communistes sont acceptés au sein du Parti travailliste au début des années 1920, et Lakeman est élu président de l’association à Edmonton pour la branche du Parti travailliste canadien (CLP) en Alberta. Il se présente comme candidat de ce parti en 1926.
Après une visite à Moscou en 1929, il est expulsé de son syndicat et du Parti travailliste et perd son emploi. Il mène ensuite des combats auprès des chômeurs pour l’amélioration de leurs conditions.
Lakeman se présentera en tant que candidat communiste à de nombreuses élections tant fédérales que provinciales et municipales, entre autres dans les circonscriptions fédérales d'Edmonton-Ouest et Edmonton-Est, dans les années 1930 et pendant la Seconde Guerre mondiale, après que le Parti communiste ait été rebaptisé Parti ouvrier progressiste.
Il décède le 7 novembre 1956 dans un hôpital d'Edmonton, à l'âge de 69 ans.